# Emily Berry
Emily Berry (geboren 1981 in London) ist eine britische Lyrikerin.

## Leben
Emily Berry studierte Anglistik an der Leeds University und  Kreatives Schreiben am Goldsmiths College. Sie studiert für eine Promotion an der University of East Anglia.
Sie veröffentlichte 2013 ihre erste Gedichtsammlung Dear Boy und gewann damit den Hawthornden-Preis und den Forward Prize for Best First Collection. 2017 erscheint eine zweite Gedichtsammlung unter dem Titel Stranger, Baby.
Berry ist seit 2017 Herausgeberin der traditionsreichen, 1912 gegründeten Poetry Review; unter ihren Vorgängern waren Muriel Spark, Adrian Henri und Andrew Motion.

## Werke (Auswahl)
- Dear Boy. London : Faber & Faber, 2013
- (Hrsg.): The Best British Poetry 2015. Cromer : Salt, 2015
- Emily Berry, Anne Carson, Sophie Collins: If I'm Scared We Can't Win. London : Penguin Modern Poets, 2016
- Stranger, Baby. London : Faber & Faber, 2017